# Étienne La Font de Saint-Yenne
Étienne La Font de Saint-Yenne (* 1688 in Lyon; † 1771) war ein früher französischer Kunstkritiker.
Als Sohn einer bürgerlichen Lyoner Familie absolvierte er in einer Lyoner Seidenmanufaktur eine Ausbildung als Modellzeichner. Spätere Reisen nach Holland und Flandern (1729) brachten ihn mit der Malerei in Berührung. 1741 ließ er sich als Kunstschriftsteller in Paris nieder und verkehrte in den maßgebenden Künstler- und Gesellschaftskreisen. Er widmete sich der Architektur und Denkmalpflege und schloss mit einigen renommierten Malern Freundschaft.
Zu seinem Ruf als Begründer der öffentlichen Kunstkritik in Frankreich trug seine Besprechung des Pariser Salons von 1746 bei, die er 1747 anonym in Den Haag als Réflections sur quelques causes de l’état des présence de la peinture en France (Betrachtungen zu einigen Ursachen des gegenwärtigen Zustands der Malerei in Frankreich) veröffentlichte. Als revolutionär erschien diese etwa hundert Seiten lange Kritik, weil sie zum ersten Mal aussprach, dass jedermann berechtigt sei, ein Kunstwerk nach seiner subjektiven Sicht zu beurteilen. Der Kunstkritiker solle nicht nur zwischen dem Betrachter und dem Künstler vermitteln, sondern auch dem Künstler „ohne Leidenschaft und ohne jegliches persönliches Interesse“ Ratschläge erteilen.

## Werk
- Réflections sur quelques causes de l’état des présence de la peinture en France. Avec un examen des principaux ouvrages eposés au Louvre des mois d’août 1746. Den Haag 1747.
- Œuvre critique. Étienne Jollet (éd.). École nationale supérieure des beaux-arts, Paris 2001.